# Luci - Le uniche cose importanti
Luci - Le uniche cose importanti è il secondo album in studio da solista del cantautore italiano Marco Ligabue, pubblicato nel 2015.

## Tracce
1. Eri lì con me ogni giorno
2. Non è mai tardi
3. Ti porterò lontano
4. Tornerai
5. Il silenzio è dolo
6. L'equilibrista
7. Hey
8. Fare il nostro tempo
9. Un altro amore che va